# Dean Downing

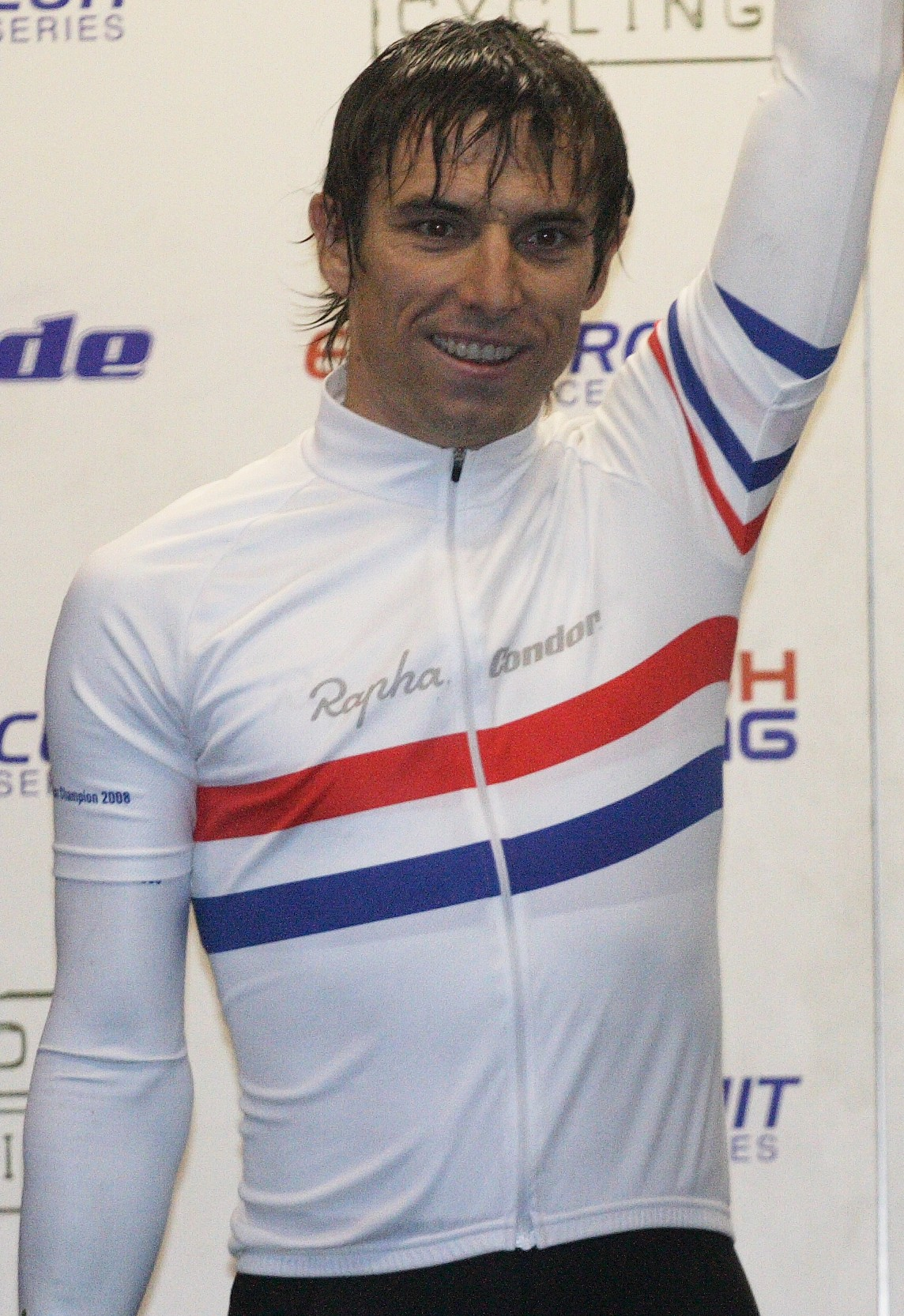
Dean Downing (2009)

Dean „Deano“ Downing (* 24. Januar 1975 in Rotherham) ist ein britischer Bahn- und Straßenradrennfahrer.

## Sportlicher Werdegang
Dean Downing gewann 2004 eine Etappe beim Ras Mumhan, wo er auch Gesamtdritter wurde. 2005 fuhr er für das Continental Team Recycling.co.uk, wo er eine Etappe beim Bermuda Grand Prix für sich entscheiden konnte. Im nächsten Jahr wechselte er zu DFL-Cyclingnews-Litespeed, wo er bei der Trofee van Haspengouw erfolgreich war. In der Saison 2007 war er Amateur und gewann zwei Etappen beim Bikeline Two Day, die Tour of the Reservoir, eine Etappe beim Girvan Three Day und den Lincoln International Grand Prix. Von 2008 bis 2012 fuhr Downing wieder für das Radsportteam Rapha Condor-Recycling.co.uk.
Auf der Bahn wurde Dean Downing 2003 gemeinsam mit seinem jüngeren Bruder Russell britischer Meister im Madison. Im Punktefahren wurde er bei der britischen Meisterschaft in Manchester 2004 Dritter und 2005 Zweiter. Beim Bahnrad-Weltcup in Sydney 2004 belegte Downing den zweiten Platz im Scratch.

## Erfolge

### Bahn
2003
- Britischer Meister – Madison (mit Russell Downing)

### Straße
2002
- Britischer Meister – Kriterium

2008
- eine Etappe FBD Insurance Rás
- eine Etappe Sachsen-Tour
- Britischer Meister – Kriterium

2010
- eine Etappe Tour de Taiwan

2011
- eine Etappe An Post Rás

## Teams
- 2005 Recycling.co.uk-MG X-Power
- 2006 DFL-Cyclingnews-Litespeed

- 2008 Rapha Condor-Recycling.co.uk
- 2009 Rapha Condor
- 2010 Rapha Condor-Sharp
- 2011 Rapha Condor-Sharp
- 2012 Rapha Condor
- 2013 Madison Genesis
- 2014 Team NFTO